# Warka (piwowarska miara)

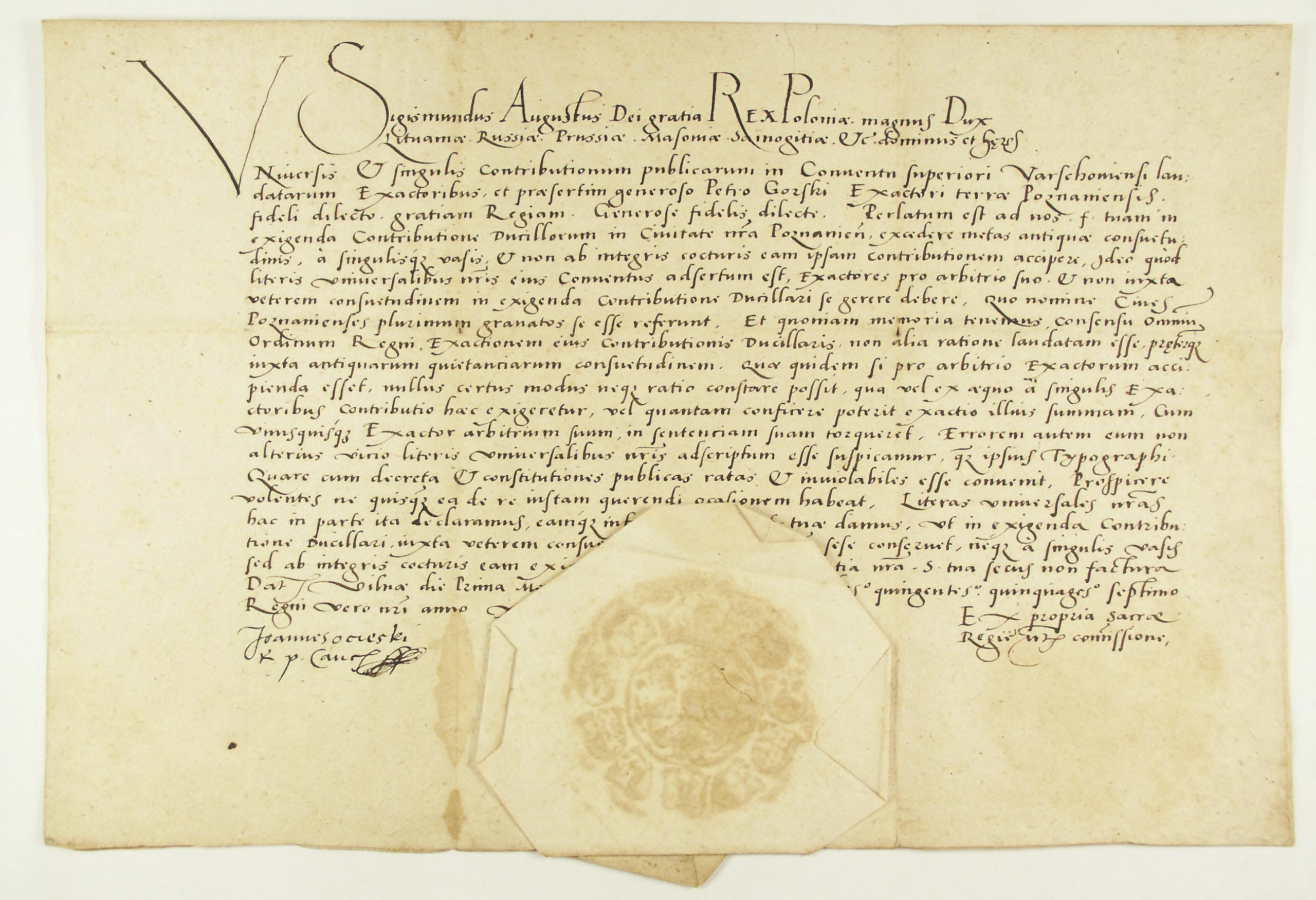
Mandat z 1 lipca 1557 króla polskiego Zygmunta II Augusta do poborcy podatkowego Piotra Górskiego zmieniający pobieranie czopowego od warki, a nie od beczki.

Warka – jeden pełny cykl produkcji brzeczki nastawnej. Stanowi ona jednostkę miary oznaczającą porcję piwa uzyskanego z jednego warzenia. Wyrażenie jedna warka oznacza „jedną partię brzeczki, ugotowanej jednorazowo na warzelni, z jednej partii słodu”. Liczba warek ugotowanych w ciągu doby lub całego roku określa zdolność produkcyjną danego browaru.